# Марш пленных немцев по Москве
Марш пле́нных не́мцев по Москве́ (также «Пара́д побеждённых», операция «Большо́й вальс») состоялся в понедельник 17 июля 1944 года. Колоннами по Садовому кольцу и другим улицам Москвы прошли 57 600 немецких солдат и офицеров, захваченных в плен войсками 1-го, 2-го и 3-го Белорусского фронтов.

## Предыстория
В ходе операции «Багратион» летом 1944 года была разгромлена немецкая группа армий «Центр». Были убиты или попали в плен около 400 000 солдат и офицеров вермахта и Ваффен СС. Из 47 генералов вермахта, воевавших в качестве командиров корпусов и дивизий, 21 был взят в плен. Представилась хорошая возможность продемонстрировать успехи СССР в войне, поднять дух советского народа. Было решено провести немецких военнопленных, во главе с генералами, по улицам Москвы. Операцию проводил НКВД, её назвали по имени музыкальной комедии «Большой вальс». О ней было объявлено по радио утром 17 июля, а также напечатано на первой полосе «Правды».

## Организация и ход марша
Пленные были размещены на Московском ипподроме, стадионе «Динамо» и выездковом поле Кавалерийского полка дивизии имени Ф. Э. Дзержинского. Ещё до этапа каждый немецкий пленный прошёл тщательный медицинский осмотр. В Москву взяли только здоровых и способных передвигаться самостоятельно. Пожарные привезли военнопленным воду. Её было достаточно для того, чтобы утолить жажду, но не хватало, чтобы умыться. Идти по столице Советского Союза им пришлось именно в таком виде — немытыми, порой в одних кальсонах и без обуви. Пленным был роздан усиленный паёк — каша и хлеб с салом.
К 11 часам утра 17 июля пленных разделили на две группы и построили в соответствии со званием по 600 человек (20 человек по фронту). Руководил прохождением колонн командующий войсками Московского военного округа генерал-полковник П. А. Артемьев.
Во главе колонн шла группа из 19 генералов и 6 полковников, которым, в отличие от остальных, было позволено привести форму в порядок и надеть награды: среди них были генерал-лейтенант Адольф Гаман (бывший комендант городов Орёл, Брянск и Бобруйск, командир 383-й пехотной дивизии, казнён в 1945), генерал-майор Готфрид фон Эрдмансдорф (бывший комендант Могилёва, казнён в 1946), генерал-майор Гюнтер Кляммт (командир 260-й пехотной дивизии, в плену — участник комитета «Свободная Германия»), генерал инфантерии Пауль Фёлькерс (командир 27-го армейского корпуса, в плену — участник комитета «Свободная Германия», умер в плену), генерал-майор Йоахим Энгель (командир 45-й пехотной дивизии, умер в плену), генерал-майор Аурель Шмидт (заместитель начальника инженерной службы 9-й армии), генерал инфантерии Фридрих Гольвицер (командир 53-го армейского корпуса) и ряд других.
Первая группа (42 000 человек) прошла за 2 часа 25 минут по маршруту: Ленинградское шоссе (ныне эта часть шоссе выделена в Ленинградский проспект), улица Горького (ныне — 1-я Тверская-Ямская), площадь Маяковского (ныне — Триумфальная), Садовая-Триумфальная, Садовая-Каретная, Садовая-Самотёчная, Садовая-Черногрязская, Чкаловская (ныне — Земляной Вал) улицы, до Курского вокзала, а затем по улицам: Каляевской (ныне — Долгоруковской), Ново-Слободской и 1-й Мещанской (ныне — часть проспекта Мира). В составе группы прошли 1227 пленных офицеров, в том числе 19 генералов, шедших при оставленных им орденах и форме, шесть полковников и подполковников.
Вторая группа (15 600 человек) за 4 часа 20 минут прошла также по Ленинградскому шоссе и улице Горького, а затем по Садовому кольцу против часовой стрелки, начиная от площади Маяковского, по Большой Садовой и Садовой-Кудринской улицам, затем по улице Чайковского (ныне — Новинский бульвар) и Смоленскому бульвару, Зубовской и Крымской площадям и по Большой Калужской улице (ныне — часть Ленинского проспекта) до станции Канатчиково Окружной железной дороги.
В конвоировании колонн принимали участие части войск НКВД: подразделение дивизии имени Ф. Э. Дзержинского, 36-я и 37-я дивизии конвойных войск. Колонны сопровождали всадники с обнаженными шашками и рядовые бойцы НКВД с винтовками наперевес. За пленными немцами следовали поливальные машины, символически отмывая землю от «гитлеровской нечисти». «Парад» закончился к семи часам вечера, когда все пленные разместились по вагонам и были отправлены в лагеря военнопленных. Четырём пленным, отставшим от колонны, была оказана медицинская помощь.
В числе пленных была и колонна французов-коллаборационистов. «Все они прикрепили к курткам какое-то подобие трёхцветных кокард, а когда поравнялись с нами и увидели генерала Пети, стоявшего в кузове грузовика с откинутыми бортами, принялись кричать: „Вив ля Франс, мой генерал! Мы не были добровольцами! Нас призвали насильно. Да здравствует Франция!“ Эрнест Пети не проявил к ним ни малейшего сочувствия. Наоборот, зло сплюнул и сказал сквозь зубы: „Мерзавцы! Кто не хотел, тот с нами“».
В рапорте в Государственный комитет обороны на бланке НКВД СССР Л. П. Берия докладывал, что во время шествия со стороны населения было большое количество антинацистких выкриков: «Смерть Гитлеру!» и «Смерть фашизму!». Однако в целом, по словам свидетелей, агрессивных выпадов было очень мало.
Через месяц, в среду 16 августа 1944 года, аналогичный марш пленных немцев состоялся в Киеве; по городу прошла колонна военнопленных в составе 36 918 человек, в том числе 549 офицеров.

## Освещение в искусстве
- Документальный фильм 1944 года — Конвоирование военнопленных немцев через Москву  (спецвыпуск кинохроники; операторы: И. Беляков, В. Доброницкий, М. Глидер, Р. Кармен, А. Кричевский, Ф. Короткевич, А. Каиров, Б. Небылицкий, М. Оцеп, С. Семенов, Р. Халушаков, М. Цирульников, Б. Эйберг; асс. оператора: Г. Монгловская, звукооператор: В. Котов[4])

- В фильме Судьба резидента в Москву для установления связи с Тульевым, главным героем картины, приезжает его начальник в западном разведцентре  Себастьян. Перед отправкой в Москву шеф разведцентра спрашивает Себастьяна, бывал ли он в Москве и если бывал, то когда. Себастьян отвечает, что был там в июле 1944 года. В Москве он вспоминает, как шёл в колонне пленных, в фильме показаны документальные кадры с немецкими военнопленными и поливальными машинами, затем показываются современные поливальные машины, на которые смотрит Себастьян.